# Balemaranahalli, Bhadravati
Balemaranahalli là một làng thuộc tehsil Bhadravati, huyện Shimoga, bang Karnataka, Ấn Độ.